# Francisco Herranz
Francisco Herranz fou un vitraller espanyol del segle xvii, que visqué en la ciutat de Segòvia, en la catedral de la qual gaudí d'una ocupació aliena al seu art. Es dedicà a la pintura sobre vidre, escrivint sobre aquest assumpte un tractat amb fórmules i procediments que demostren el seu gran enginy i que es conserva en l'arxiu de la catedral, juntament amb l'escrit per Juan Danis sobre l'art de fer vitralls en color. Vers l'any 1680 pintà per aquella catedral 54 vidrieres.